# East Mercer, Bắc Dakota
East Mercer là một lãnh thổ chưa tổ chức thuộc quận Mercer, tiểu bang Bắc Dakota, Hoa Kỳ. Năm 2010, dân số của nơi này là 1.140 người.